# Plesiops insularis
Plesiops insularis és una espècie de peix de la família Plesiopidae i de l'ordre dels perciformes.

## Morfologia
Els mascles poden assolir els 9,8 cm de longitud total.

## Distribució geogràfica
Es troba al Mar del Corall, Mar de Tasmània, Nova Caledònia i Tonga.